# Familiäre benigne hypokalzurische Hyperkalzämie
Die familiäre benigne hypokalzurische Hyperkalzämie (FBHH) ist eine seltene, autosomal dominant vererbte Störung des Calcium-Haushalts, die durch eine inaktivierende Mutation des calciumsensitiven Rezeptors in Nebenschilddrüse und Nieren hervorgerufen wird. Charakteristisch sind erhöhte Calcium-Spiegel im Blut (Hyperkalzämie) bei verminderter Calcium-Ausscheidung über den Urin (Hypokalzurie). Die Störung ist harmlos und muss nicht behandelt werden, ihre Bedeutung liegt in der Abgrenzung von behandlungsbedürftigen Formen der Hyperkalzämie.
Charakteristisch ist eine Familienvorgeschichte mit erhöhten Calcium-Werten (Hyperkalzämie), insbesondere bei jungen Kindern, und das Fehlen von Symptomen, die normalerweise mit erhöhten Calcium-Werten einhergehen (wie Appetitlosigkeit, Funktionsstörungen von Nerven und Muskeln oder vermehrter Urinproduktion).
Bei etwa 15–20 % der Betroffenen werden erhöhte Parathormon-Konzentrationen gefunden, was die Unterscheidung zum primären Hyperparathyreoidismus mitunter schwierig machen kann. Die Unterscheidung ist insofern wichtig, als der primäre Hyperparathyreoidismus durch operative Entfernung des oder der vergrößerten Nebenschilddrüsenkörperchen geheilt werden kann, während bei der familiären hypokalzurischen Hyperkalzämie eine Operation weder notwendig noch erfolgversprechend ist.
Patienten mit familiärer hypokalzurischer Hyperkalzämie haben normalerweise eine niedrige Calcium-Ausscheidung im Urin (Hypokalzurie), dagegen ist bei den meisten Patienten mit primärem Hyperparathyreoidismus die Calcium-Ausscheidung normal oder erhöht.
Im Gegensatz zum primären Hyperparathyreoidismus haben die Betroffenen keine Symptome. Die Lebenserwartung ist normal. Komplikationen des Skeletts (Frakturen, Demineralisierung) oder der Niere (Verkalkung, Nierensteine) treten bei der familiären hypokalzurischen Hyperkalzämie nicht auf.